# Aimo (tarentaiský biskup)
Aimo de Briançon, též Aymon, († 1210? ) byl biskup v Tarentaise v letech 1179 až 1210. V září 1198 pravděpodobně korunoval za účasti římsko-německého krále Filipa Švábského českého knížete Přemysla Otakara I. na třetího českého krále.